# MINI BEST from TV
『MINI BEST from TV』（ミニベスト フロム ティーヴィ―）は、財津和夫のベスト・アルバム。1993年6月9日にパイオニアLDCから発売された。

## 解説
フジテレビ系ドラマ『ひとつ屋根の下』の主題歌である「サボテンの花〜ひとつ屋根の下より〜」を中心に、テレビ番組に起用されたタイアップ楽曲のみを収録したベスト・アルバム。

## 批評
| 専門評論家によるレビュー | 専門評論家によるレビュー |
| レビュー・スコア         | レビュー・スコア         |
| 出典                     | 評価                     |
| ------------------------ | ------------------------ |
| CDジャーナル             | 肯定的                   |

CDジャーナルは、「財津さんの書く曲って、1曲の中にすごくドラマを感じる。しんみりとしたような曲ばかりなんだけれど、全然あきることはありませんネ。」と肯定的に評価している。

## 収録曲
| 全作詞・作曲: 財津和夫。 |                                          |           |            |          |      |
| #                        | タイトル                                 | 作詞      | 作曲・編曲 | 編曲     | 時間 |
| 1.                       | 「サボテンの花〈“ひとつ屋根の下”より〉」 | 財津和夫  | 財津和夫   | 財津和夫 | 4:43 |
| 2.                       | 「ミス・ベスト・ワン」                   | 財津和夫  | 財津和夫   | 財津和夫 | 4:14 |
| 3.                       | 「本当の言葉」                           | 財津和夫  | 財津和夫   | 西平彰   | 5:06 |
| 4.                       | 「誰が許すの 君のわがままを」            | 財津和夫  | 財津和夫   | 財津和夫 | 4:32 |
| 5.                       | 「銀の指環」                             | 財津和夫  | 財津和夫   | 是永巧一 | 2:43 |
| 6.                       | 「君の部屋のソファ」                     | 財津和夫  | 財津和夫   | 財津和夫 | 4:42 |
| 合計時間:                | 合計時間:                                | 合計時間: | 26:00      |          |      |

## メディアでの使用
| # | 曲名                                     | タイアップ                                                       | 出典  |
| - | ---------------------------------------- | ---------------------------------------------------------------- | ----- |
| 1 | 「サボテンの花〈“ひとつ屋根の下”より〉」 | フジテレビ系ドラマ『ひとつ屋根の下』主題歌                       | [ 3 ] |
| 2 | 「ミス・ベスト・ワン」                   | TBS系『ブロードキャスター』エンディングテーマ                    | [ 4 ] |
| 4 | 「誰が許すの 君のわがままを」            | テレビ朝日系ドラマ『柴門ふみセレクション』主題歌                 | [ 5 ] |
| 5 | 「銀の指環」                             | フジテレビ系『なるほど!ザ・ワールド』エンディングテーマ          |       |
| 6 | 「君の部屋のソファ」                     | テレビ東京系『水着でKISS ME 〜僕のラブストーリー〜』テーマソング |       |